# Droga krajowa B519 (Niemcy)
Droga krajowa 519 (niem. Bundesstraße 519) – niemiecka droga krajowa przebiegająca na osi północ-południe na zachód od Frankfurtu nad Menem; jest połączeniem drogi B8 z Rüsselsheim am Main.
Droga, jako B520, została wytyczona pod koniec lat 70. XX stulecia.